# رودزاني رامودزولي
رودزاني رامودزولي (بالإنجليزية: Rudzani Ramudzuli)‏ (10 مايو 1983 في جنوب أفريقيا - ) هو لاعب كرة قدم جنوب أفريقي في مركز الوسط. لعب مع أورلاندو بيراتس وسوبر سبورت يونايتد ونادي بلاك ليوباردز.

## وصلات خارجية
- رودزاني رامودزولي على موقع قاعدة بيانات كرة القدم.إي يو (الإنجليزية)